# كريستيان ماير (سياسي ألماني)
كريستيان ماير (بالألمانية: Christian Meyer)‏ هو سياسي ألماني، ولد في 23 يوليو 1975 في هولتسميندن في ألمانيا. حزبياً، نشط في حزب الخضر الألماني. وقد انتخب عضو مجلس الشورى الموحد من ولاية سكسونيا السفلى.

## وصلات خارجية
- كريستيان ماير على موقع مونزينجر (الألمانية)

- الموقع الرسمي